# Kameosa
Kameosa é um youkai japonês. Uma entidade do folclore local.
Este tsukumo-gami deve ter sido bem tratada pelo seu proprietário, pois é um dos poucos bakemono que 
definitivamente é benigno para os seres humanos. Esta velha jarra de saké é bastante assustadora para quem vê, com os seus cabeludos
membros de duende e um rosto feito de fissuras. Mas quando ele foi deixado de lado por muitos anos, molha-se de magia do 
céu e da terra, e começa espontaneamente a produzir uma inesgotável oferta de sake, água, ou possivelmente 
qualquer outro tipo de fluido.
Kameosa foi criado por Toriyama Sekien para sua quarta e última enciclopédia de yōkai, intitulada Hyakki tsurezure bukuro — uma obra repleta de tsukumogamis inspirados em jogos de palavras. O nome Kameosa pode ser um trocadilho que faz referência a Koikawa Harumachi, um dos alunos de Sekien, cujo apelido também era Kameosa (escrito com caracteres diferentes), e que tinha grande apreciação pelo saquê. Como o Kameosa é o último yōkai apresentado no livro, ele também marca o encerramento da série de yōkais de Sekien. É possível que Sekien tenha concebido esse yōkai associado à boa sorte e à prosperidade como uma maneira de finalizar seu livro e sua série de forma positiva e celebrativa — ou até mesmo como um gesto simbólico de passar o legado adiante para seu discípulo Harumachi.